# Jacques Antoine Mourgue
Pour les articles homonymes, voir Mourgue.
Jacques Antoine Mourgue, né le 2 juin 1734 à Marsillargues (actuel Hérault) et mort le 15 janvier 1818 à Paris, est un homme politique français, ministre de l'Intérieur pendant cinq jours en 1792, à la chute du ministère girondin de Louis XVI, ainsi qu'un praticien et penseur des questions sociales, sur lesquels il a écrit plusieurs ouvrages.

## Biographie

### Origines familiales et formation
Il est le fils de Jacques Mourgue et de son épouse Claudine. 

### Carrière sous l'Ancien Régime
En 1789, au début de la Révolution française, il est directeur des travaux du port de Cherbourg, dont le gouverneur est depuis plusieurs années le colonel Dumouriez. 

### Sous la Révolution: période de la monarchie constitutionnelle (juillet 1789-août 1792)
Il est présenté à Louis XVI par Dumouriez. 
Lorsque le « ministère girondin », formé en mars 1792 est révoqué par le roi (12 juin), Mourgue est appelé à succéder à Roland comme ministre de l'Intérieur (13 juin 1792), mais il n'y reste que cinq jours, donnant sa démission dès le 18 juin, deux jours avant la première des journées insurrectionnelles qui vont aboutir à la chute de Louis XVI (10 août 1792). 

### Activités ultérieures, de la Première République à la Restauration
Il vit ensuite à l'écart de la politique, activité particulièrement dangereuse dans la période d'août 1792 (chute de Louis XVI) à juillet 1794 (chute de Robespierre), marquée par la Terreur. Son ami Dumouriez, menacé d'arrestation, quitte l'armée du Nord qu'il commande et passe dans les lignes autrichiennes (4 avril 1793), ce qui a des répercussions majeures à Paris, notamment les journées insurrectionnelles du 31 mai et du 2 juin.
Les choses s'étant calmées après le 9 thermidor, Mourgue se consacre tout entier à des œuvres philanthropiques : administrateur du mont-de-piété de Paris, membre du conseil général des hospices civils, il s'applique à introduire dans ces établissements des améliorations notables. Il expose aussi un plan de caisse de prévoyance pour les ouvriers[Quand ?]. 
Il traverse ainsi les périodes de la Convention thermidorienne, du Directoire, du Consulat et de l'Empire. 
Dès le début de la Restauration, il est fait chevalier de la Légion d'honneur par Louis XVIII le 5 août 1814.
Il est membre de la Société Royale des Sciences. Il aurait aussi été œnologue et est l'auteur d'un mémoire sur le vin.

### Mariage et descendance
Il a eu deux enfants :
- Scipion Mourgue, qui s'est illustré dans le négoce et la haute administration ;
- Jeanne (Eglé Fulcrande Catherine) Mourgue, mariée avec le riche planteur (esclavagiste) créole Philippe Panon Desbassayns de Richemont (1774-1840), haut fonctionnaire et homme politique, fait comte en 1827

### Mort et funérailles
Il est inhumé au cimetière du Père-Lachaise de Paris (39e division).

## Documents
Les archives concernant Jacques-Antoine Mourgue ont été déposées en 2008 en 2008 aux archives départementales de l'Hérault (Fonds Mourgue) .

## Ouvrages
On lui doit un grand nombre d'ouvrages traitant de matières politiques et économiques : 
- Vues d'un citoyen sur la composition des États-Généraux (1788)
- De la France relativement à l'Angleterre et à la maison d'Autriche (1797)
- Plan d'une caisse de prévoyance et de secours présenté à l'administration des hospices et secours à domicile (1809)
- Essai de statistique contenant des observations sur les naissances, les mariages et les décès, des calculs relatifs aux probabilités de la vie, et des tables météorologiques.

Il a complété par des observations un mémoire de Pierre Bertholon sur la fermentation du vin : 
Auteur(s) : Bertholon, Pierre (1741-1800)  Voir les notices liées en tant qu'auteur  
- Mémoire qui a remporté le prix de la Société royale des sciences de Montpellier en 1780 sur cette question : Déterminer par un moyen fixe, simple et à la portée de tout cultivateur, le moment auquel le vin en fermentation dans la cuve aura acquis toute la force et toute la qualité dont il est susceptible. Précédé d'observations sur les mémoires qui ont concouru, par M. Mourgue, Montpellier, Jean Martel aîné, 1781